# Itchkéri Kenti
Pour plus de détails, voir Fiche technique et Distribution.
Itchkéri Kenti est un documentaire français tourné en 1996 par Florent Marcie et sorti en 2007.

## Synopsis
Le documentaire a été filmé clandestinement lors de la première guerre de Tchétchénie.

## Fiche technique
- Titre : Itchkéri Kenti
- Titre original : Itchkéri Kenti. Les  Fils de l'Itchkérie
- Réalisation : Florent Marcie
- Scénario, photographie, son et montage : Florent Marcie
- Production : No Man's Land
- Distribution : MK2 Diffusion
- Pays d’origine :  France
- Durée : 2 h 25 min
- Date de sortie : France - 7 février 2007

## Sélection
- États généraux du film documentaire 2006[2]